# Сорокин, Валериан Павлович
Валериан Павлович Сорокин (р. 08.06.1927) — советский и российский химик, Лауреат Ленинской премии (1961) и Государственной премии СССР (1976) премий.
Окончил Московский институт тонкой химической технологии им. М. В. Ломоносова.
С 1951 по 2001 г. в КБ-11 (ВНИИЭФ): старший лаборант, инженер, младший научный сотрудник, начальник группы, начальник лаборатории (1960—1964), начальник отдела (1964—1997), одновременно с декабря 1976 по сентябрь 1995 г. зам. начальника отделения, с 1997 г. ведущий научный сотрудник.
Кандидат технических наук (1963).
Проводил исследования физико-химических и технологических свойств материалов, применяемых в ядерных боеприпасах. В 1957—1960 гг. возглавлял разработку одной из систем ядерных зарядов.
Лауреат Ленинской премии (1961) и Государственной премии СССР (1976). Награждён медалью «За трудовое отличие» (1954) и орденом Почёта (1995).